# ژانویه ۲۰۱۳
ژانویه ۲۰۱۳، یکی از ماه‌های ۲۰۱۳ (میلادی) است.
آغاز آن، روز سه شنبه برابر با ۱۲ دی ۱۳۹۱ خورشیدی.

## ۱۲ ژانویه۲۰۱۳
- ک ال ام و خطوط هوایی اتریش پرواز به تهران را متوقف می کنند. بی بی سی

## ۱۵ ژانویه۲۰۱۳
- زمینگیر شدن همه هواپیماهای جدید بوئینگ ۷۸۷ در ژاپن

در پی وقوع چندین نقص فنی پیاپی و یک حادثه فرود اضطراری در هواپیماهای جدید بوئینگ ۷۸۷ در شرکت‌های هواپیمایی ژاپنی JAL و ANA، این دو شرکت پرواز تمامی ۲۴ فروند هواپیمای ۷۸۷ خود را به حالت تعلیق درآوردند. بی‌بی‌سی، شیکاگو تریبیون، تلگراف
- جنگ در سوریه ادامه دارد  و مخالفان میگویند شهر ادلیب را از ارتش پس گرفتند [نیازمند منبع]

## ۱۶ ژانویه۲۰۱۳
- زمینگیر شدن هواپیماهای بوئینگ ۷۸۷ در آمریکا، هند و شیلی

در پی بروز نقص فنی پیاپی و زمینگیر شدن هواپیماهای جدید بوئینگ ۷۸۷ در ژاپن، اداره هوانوردی فدرال آمریکا دستور داد که پرواز تمامی هواپیماهای بوئینگ ۷۸۷ در آمریکا تا اطلاع ثانوی متوقف گردد.  شرکتهای هواپیمایی هند و شیلی نیز هواپیماهای ۷۸۷ خود را زمینگیر کردند. هواپیمای جدید بوئینگ ۷۸۷ در ماه‌های گذشته دچار چند مورد نقص فنی از جمله نشت سوخت، ترک خوردگی پنجره کابین خلبان و مشکلات الکتریکی منجر به آتش‌سوزی بوده که در یک مورد منجر به فرود اضطراری نیز شده است. ان‌پی‌آر، بی‌بی‌سی
- توافق ناسا و آژانس فضایی اروپا برای همکاری در ساخت فضاپیمای سرنشین‌دار اوریون

## ۳۱ ژانویه۲۰۱۳
- حسن حبیبی درگذشت

## پیوندهای روزانه
- درگاه: وقایع کنونی/وقایع ۱۲ ژانویه ۲۰۱۳
- درگاه: وقایع کنونی/وقایع ۱۵ ژانویه ۲۰۱۳
- درگاه: وقایع کنونی/وقایع ۱۶ ژانویه ۲۰۱۳
- درگاه: وقایع کنونی/وقایع ۳۱ ژانویه ۲۰۱۳